# Miguel Montes
Miguel Ángel Montes (ur. 12 lutego 1980 w Sensuntepeque) – salwadorski piłkarz występujący na pozycji bramkarza. Uczestnik Złotego Pucharu CONCACAF 2009 i 2011.

## Afera korupcyjna
Miguel Montes został dożywotnio zawieszony przez Federację Salwadoru (FESFUT) wraz z 13 innymi reprezentantami tego kraju za udział w ustawianiu meczów. Zawodnicy mieli dopuścić się czynów korupcyjnych co najmniej przy czterech meczach międzynarodowych. Zakaz dotyczy pracy w środowisku piłkarskim w jakiejkolwiek roli.